# Montanyó de Llacs
Montanyó de Llacs és una vall d'origen glacial, subsidiària de la Ribera de Sant Nicolau, tributària per l'esquerra del Riu de Sant Nicolau. Es troba dins el terme municipal de la Vall de Boí (Alta Ribagorça), i dins el Parc Nacional d'Aigüestortes i Estany de Sant Maurici.
«Llacs és el plural de llac, llot, fangar, per l'acumulació d'al·luvions a la confluència de la Vall del Muntanyó i les dues de Mussoles».

## Geografia
La vall es troba per sobre dels 1.950 metres i la seva superfície aproximada és de 4,2 km².
Des del Planell de Sant Esperit arranca la serra del Bony Blanc (2.755,7 m), que conforma la carena d'aquesta vall en el seu primer tram, limitant al nord-oest amb la Cometa de la Qüestió. Al trobar, i limitant amb les Cometes de Casesnoves, el cim davalla cap a la Collada del Bony Blanc (2.625,5 m) al sud, d'on remunta sud-sud-est al Bony Negre (2.724,1 m); per continuar cap al sud-sud-oest, cap a la Collada Barrada (2.609,5 m) i el Cap de les Cometes (2.681,4 m). En el següent tram sud-sud-est, fins al Pic de les Costes (2.723,3 m), la carena limita amb la petita vall de les Costes. Continuant direcció sud-est, i deixant el Barranc dels Carants al sud-oest, la carena travessa la Collada dels Carants (2.669,8 m) i corona el Tuc dels Carants (2.791,4 m). Resseguint la Coma del Pessó, continua est-nord-est per la Collada del Montanyó (2.655,5 m) i el Pic Roi (2.750,4 m). En el seu tram final, deixant la Cometa de les Mussoles de la Vall de les Mussoles a llevant, la carena gira al nord cap al Crestell del Montanyó (2.706,8, 2.640,8, i 2.637,3 m) i el Bony del Graller (2.645,8 m), per precipitar-se finalment cap al Planell una altra vegada.
El Barranc del Montanyó capta una multitud de rierols i torrenteres discorrent cap al nord. En el seu tram final, capta el barranc de la Canal Seca de la Solana de Llacs; per desaiguar molt poc més avall, en el punt de confluència amb el Barranc de les Mussoles, al Barranc de Llacs.

## Rutes[17]
La ruta surt del Planell de Sant Esperit resseguint la riba esquerra del Barranc de Llacs. Al trobar el punt on desaigua la Canal Seca, una variant segueix aquest barranc fins a la Collada del Bony Blanc, l'altre camí continua cap a la Collada del Montanyó al sud.